# Pseuderanthemum dispermum
Pseuderanthemum dispermum är en akantusväxtart som beskrevs av Milne-redhead. Pseuderanthemum dispermum ingår i släktet Pseuderanthemum och familjen akantusväxter. Inga underarter finns listade i Catalogue of Life.